# Peter Svensson (musiker)
Anders Peter Svensson, född 18 oktober 1974 i Hakarps församling i Jönköpings län, är en svensk musiker, gitarrist i bandet The Cardigans. Svensson komponerade större delen av The Cardigans musik och har utöver gitarr också spelat keyboard, vibrafon och bas.
Peter Svensson spelade med olika hårdrocksband innan han skapade the Cardigans med Magnus Sveningsson i oktober 1992. 
Svensson har även varit aktiv i flera olika musikaliska sidoprojekt. Paus är hans soloprojekt tillsammans med Joakim Berg från Kent som släppte ett album 1998. Tillsammans med Berg har han skrivit låtar som "Come Along" med Titiyo och "Last Year's Song" med Lisa Miskovsky. Justin Bieber lånade Svensson och Nina Perssons komponerade refräng från "Lovefool", till Biebers egen låt "Love Me" från 2010. 
Svensson fortsatte som kompositör, och har varit med och skrivit låtar som "Love Me Harder", "Focus" och "Breathin" med Ariana Grande, och har även varit med och skrivit musik till artister som Ellie Goulding, The Weeknd, Sam Smith, Meghan Trainor och Lizzo.

## Priser och utmärkelser
- 2017 – Platinagitarren[6]